# Еглкофен
Еглкофен (њем. Egglkofen) општина је у њемачкој савезној држави Баварска. Једно је од 31 општинског средишта округа Милдорф ам Ин. Према процјени из 2010. у општини је живјело 1.206 становника. Посједује регионалну шифру (AGS) 9183115.

## Географски и демографски подаци
Еглкофен се налази у савезној држави Баварска у округу Милдорф ам Ин. Општина се налази на надморској висини од 453 метра. Површина општине износи 14,0 km². У самом мјесту је, према процјени из 2010. године, живјело 1.206 становника. Просјечна густина становништва износи 86 становника/km².